# 中太平洋颶風中心

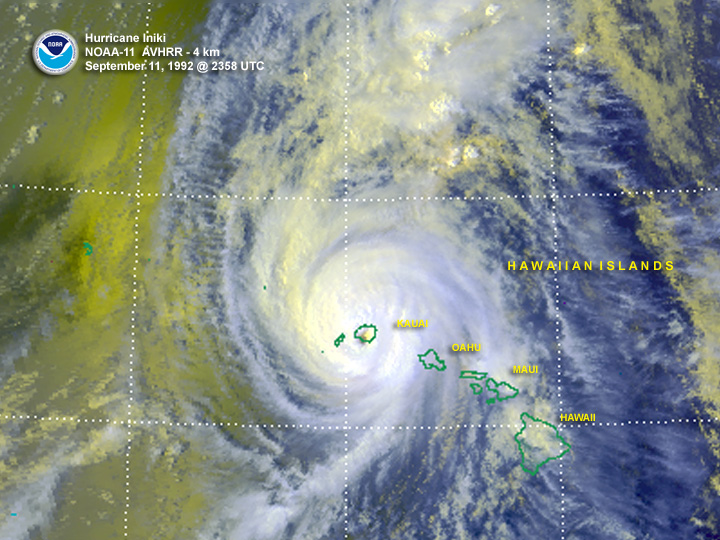
1992年9月11日，颶風伊尼基造成夏威夷超過30億美元的損失。

中太平洋的飓风中心（CPHC）是美國的一個政府部門，隸屬美國國家氣象局，該中心負責中太平洋区域的热带气旋全年持續監察、分析及預測熱帶氣旋的形成、發展及動向，並進行天氣警告、觀測、报告。中太平洋颶風中心的負責區域為：赤道以北及西經140°–180°。中太平洋颶風中心位於夏威夷州，同時也是世界氣象組織指定的中太平洋海域的区域专业气象中心（RSMC），又被稱為RSMC檀香山。
中太平洋颶風中心總部位於夏威夷州夏威夷大學的國家氣象局檀香山預測辦公室。該預測辦公室專門關注從中太平洋海域生成的熱帶氣旋及從週邊洋域（如：東北太平洋及西北太平洋）移入的熱帶氣旋觀測。自1970年開始，中太平洋區域的熱帶氣旋觀測從聯合颱風警報中心轉由中太平洋颶風中心負責。

## 熱帶氣旋預報區域

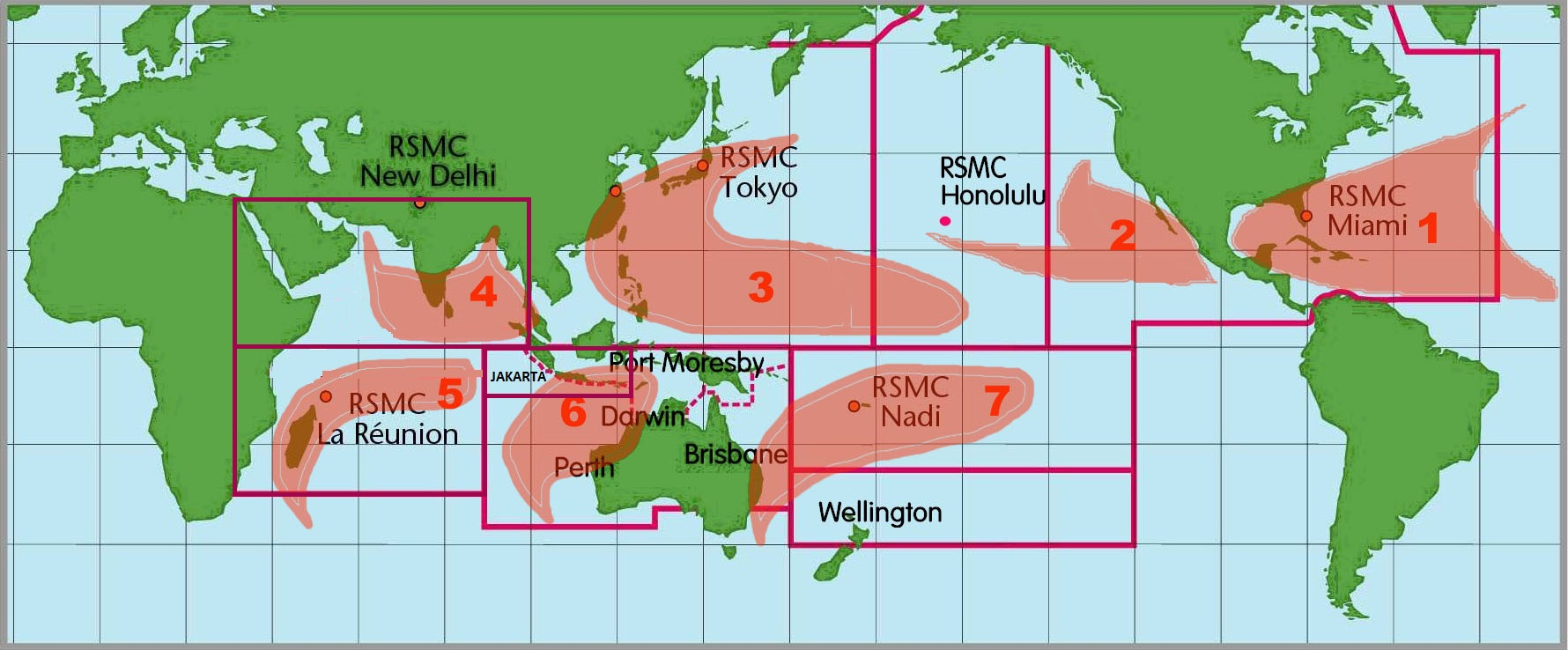
監視熱帶氣旋各責任區劃分布圖，中太平洋颶風中心負責的區域為圖中的(2)與(3)之中間區域。

中太平洋颶風中心為中太平洋的區域專業氣象中心，負責區域為：赤道以北及西經140°–180°的太平洋海域。該預報區與鄰近洋域預報區域的分界點分別為國際換日線與西經140°，超過國際換日線的熱帶氣旋將會轉由日本東京的區域專業氣象中心日本氣象廳負責，超過西經140°的熱帶氣旋將會轉由美國邁阿密的區域專業氣象中心國家颶風中心負責。
中太平洋區域的颶風季顛峰期往往為每年6月至10月，這段期間除了中太平洋區域會自己生成熱帶氣旋外，位於東北太平洋的熱帶氣旋也有可能會西行進入中太平洋海域造成影響（如：颶風道格拉斯），而中太平洋的熱帶氣旋亦會西行進入西北太平洋（如：強烈熱帶風暴皮瓦）。

## 熱帶氣旋命名
位於中太平洋所產生的熱帶氣旋的命名表由位於夏威夷的中太平洋颶風中心負責制訂。四份由夏威夷語名字組成的命名表正在使用。不同於大西洋及東北太平洋，中太平洋的熱帶氣旋命名表不會每年變更。

## 預報系統
自1990年開始，中太平洋的飓风中心採用自動熱帶氣旋預報系統來創建預測、報告與其他觀測分析。

## 註解
1. ↑  一個聯合美國海軍和美国空軍的專責小組，並會為西太平洋或其他地區發出熱帶氣旋警告。[3]

## 參看
- 國家颶風中心

## 外部連結
- 中太平洋颶風中心（页面存档备份，存于）